# Ectropis attributa
Ectropis attributa là một loài bướm đêm trong họ Geometridae.